# Calcolatrice (software)

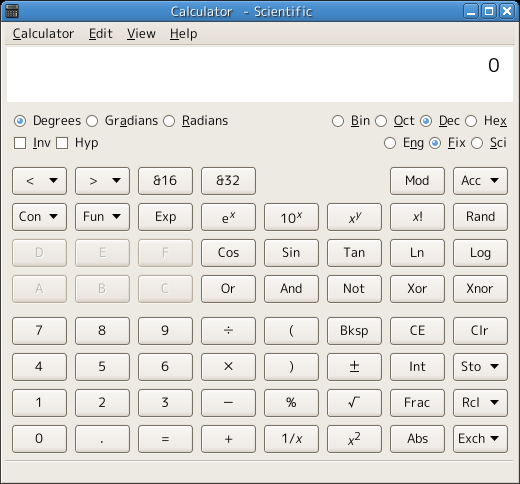
GCalctool, un esempio di programma di calcolo

Un software calcolatrice è una calcolatrice implementata come programma per computer, anziché come dispositivo fisico.
I software di questa categoria rientrano tra gli strumenti interattivi più semplici e, come tali:
- possono fornire all'utente solo un'operazione alla volta;
- possono essere usati per eseguire qualsiasi processo che consiste in una sequenza di operazioni definite;
- non hanno altro scopo che questi processi, poiché le operazioni sono la loro unica, o almeno la principale, caratteristica.

Volendo riprodurre le sole funzionalità di una normale calcolatrice di solito questi programmi:
- hanno solo un piccolo insieme di operazioni relativamente semplici;
- possono eseguire processi relativamente brevi;
- non accettano grandi quantità di dati in ingresso e/o non producono molti risultati in uscita contemporaneamente.

## Lista di programmi di calcolo
- Calcolatrice (Windows) di Microsoft Windows
- Calcolatrice (Apple) della Apple Inc.
- GraphCalc calcolatrice libera scritta in C++ per calcoli scientifici, utilizzabile con ogni S.O.
- Xcalc, KCalc, GNOME Calculator, utilizzabili in ambiente Linux
- Calculator++ calcolatrice libera Java per conversioni e calcoli scientifici, utilizzabile con ogni S.O.
- SpeedCrunch calcolatrice libera per calcoli scientifici e finanziari, utilizzabile con ogni S.O.
- SuperbCalc calcolatrice libera Java per calcoli finanziari, utilizzabile con ogni S.O.